# 12e étape du Tour de France 1994
Pour un article plus général, voir Tour de France 1994.
La 12e étape du Tour de France 1994 a lieu le 15 juillet 1994 entre la ville de Lourdes et la station de sports d'hiver de Luz-Ardiden (commune de Luz-Saint-Sauveur) sur une distance de 204,5 km. Elle est remportée par Richard Virenque.

## Parcours
Après la première journée de repos, les coureurs se voient proposer l'unique grande étape pyrénéenne de ce Tour de France. Au départ de Lourdes, le parcours emprunte quasi-exclusivement les routes du département des Hautes-Pyrénées, à l'exception d'une courte incursion en Haute-Garonne. Le début d'étape est accidenté, avec trois côtes répertoriées (une classée en 4e catégorie, deux en 3e catégorie), puis après avoir longé la chaîne pyrénéenne, avec deux sprints intermédiaires à Bertren et Esténos, le parcours remonte la vallée de la Pique jusqu'à Bagnères-de-Luchon. 
Les coureurs doivent alors réaliser un enchaînement classique du Tour de France, empruntant la route des cols, en montant jusqu'au col de Peyresourde, puis au col d'Aspin par Arreau (classés en 1re catégorie), avant d'aller jusqu'au col du Tourmalet par Sainte-Marie-de-Campan (hors-catégorie). La montée finale, classée hors-catégorie, mène les coureurs jusqu'à la station de sports d'hiver de Luz-Ardiden, une ascension réalisée pour la cinquième fois dans le cadre du Tour de France, depuis son apparition lors de l'édition 1985.

## La course
L'équipe Festina anime le début d'étape, se plaçant systématiquement dans les côtes répertoriées en début de parcours, Richard Virenque passant en tête de deux d'entre elles. Mais c'est son coéquipier Roberto Torres qui parvient à s'échapper du peloton, bientôt pris en chasse par Thierry Marie et Eros Poli. Dans l'ascension du col de Peyresourde, un nouveau groupe se détache, composé d'Udo Bölts, Oscar Pelliccioli, Nélson Rodríguez, Laurent Dufaux et Laudelino Cubino. Lors du Tour de France 1988, ce dernier s'était imposé dans la 15e étape, qui proposait un parcours similaire, avec une arrivée à Luz-Ardiden. Sorti à son tour du peloton, Virenque revient sur le groupe, et passe en troisième position au col, derrière Torres et Marie.
Dans l'ascension vers le col d'Aspin, Torres et Marie sont rejoints puis débordés par le groupe de contre-attaque, qui passe groupé au sommet, Virenque en tête. La course se décante finalement dans la montée du col du Tourmalet. Dès les premières rampes, une attaque de Virenque met Bölts et Pelliccioli en difficulté. Plus loin, c'est une attaque de Cubino qui fait décrocher Dufaux, avant que Rodríguez ne cède à son tour. Arrivé à La Mongie, Virenque jauge Cubino et remarque que son cardiofréquencemètre indique 189 pulsations par minute. Comprenant que son adversaire ne pourrait pas suivre une nouvelle accélération, il décide alors d'attaquer. Virenque lâche le grimpeur espagnol, et passe seul en tête au sommet, filant vers la victoire d'étape, sa première dans le Tour de France, survolté par les encouragements de la foule.
Dans le peloton, pointé à plus de six minutes de la tête de course au pied du Tourmalet, Marco Pantani décide de partir en contre-attaque. Après avoir repris un à un les échappés dans la descente vers Luz-Saint-Sauveur puis dans la montée finale, il termine à la seconde place de l'étape, et prend la huitième place du classement général. Peu avant La Mongie, toujours malade, Tony Rominger est lâché du peloton : revenu dans la descente grâce à son équipier Jon Unzaga, il concède quatre minutes supplémentaires à Miguel Indurain dans l'ascension vers Luz-Ardiden, et est relégué à près de huit minutes au classement, occupant toujours la seconde place, mais dans le même temps que Virenque,.
Ce dernier, qui s'était révélé au grand public en portant le maillot jaune durant une journée et le maillot à pois durant une semaine sur le Tour de France 1992, remporte la première grande victoire de sa carrière, montrant de grosses capacités physiques et mentales. Ce succès contribue fortement à lui faire gagner en popularité auprès du public,,.

## Classement de l'étape
| Classement de la 12e étape | Classement de la 12e étape | Classement de la 12e étape | Classement de la 12e étape | Classement de la 12e étape |
|                            | Coureur                    | Pays                       | Équipe                     | Temps                      |
| -------------------------- | -------------------------- | -------------------------- | -------------------------- | -------------------------- |
| 1er                        | Richard Virenque           | France                     | Festina-Lotus              | en 6 h 8 min 32 s          |
| 2e                         | Marco Pantani              | Italie                     | Carrera-Tassoni            | + 4 min 34 s               |
| 3e                         | Oscar Pelliccioli          | Italie                     | Polti-Vaporetto            | + 5 min 52 s               |
| 4e                         | Nélson Rodríguez           | Colombie                   | ZG Mobili-Selle Italia     | + 7 min 2 s                |
| 5e                         | Vladimir Poulnikov         | Ukraine                    | Carrera-Tassoni            | + 7 min 42 s               |
| 6e                         | Miguel Indurain            | Espagne                    | Banesto                    | + 7 min 42 s               |
| 7e                         | Luc Leblanc                | France                     | Festina-Lotus              | + 7 min 42 s               |
| 8e                         | Laudelino Cubino           | Espagne                    | Kelme-Avianca-Gios         | + 8 min 14 s               |
| 9e                         | Hernán Buenahora           | Colombie                   | Kelme-Avianca-Gios         | + 9 min 43 s               |
| 10e                        | Ángel Yesid Camargo        | Colombie                   | Kelme-Avianca-Gios         | + 9 min 43 s               |
| modifier                   |                            |                            |                            |                            |

## Classement général
| Classement général après la 12e étape | Classement général après la 12e étape | Classement général après la 12e étape | Classement général après la 12e étape | Classement général après la 12e étape |
|                                       | Coureur                               | Pays                                  | Équipe                                | Temps                                 |
| ------------------------------------- | ------------------------------------- | ------------------------------------- | ------------------------------------- | ------------------------------------- |
| 1er                                   | Miguel Indurain                       | Espagne                               | Banesto                               | en 58 h 3 min 39 s                    |
| 2e                                    | Tony Rominger                         | Suisse                                | Mapei-CLAS                            | + 7 min 56 s                          |
| 3e                                    | Richard Virenque                      | France                                | Festina-Lotus                         | + 7 min 56 s                          |
| 4e                                    | Armand de Las Cuevas                  | France                                | Castorama                             | + 8 min 2 s                           |
| 5e                                    | Luc Leblanc                           | France                                | Festina-Lotus                         | + 8 min 35 s                          |
| 6e                                    | Vladimir Poulnikov                    | Ukraine                               | Carrera-Tassoni                       | + 11 min 30 s                         |
| 7e                                    | Bjarne Riis                           | Danemark                              | Gewiss-Ballan                         | + 11 min 44 s                         |
| 8e                                    | Marco Pantani                         | Italie                                | Carrera-Tassoni                       | + 11 min 55 s                         |
| 9e                                    | Thomas Davy                           | France                                | Castorama                             | + 12 min 26 s                         |
| 10e                                   | Piotr Ugrumov                         | Lettonie                              | Gewiss-Ballan                         | + 13 min 17 s                         |
| modifier                              |                                       |                                       |                                       |                                       |

## Classements annexes

### Classement par points
| Classement par points | Classement par points    | Classement par points | Classement par points   | Classement par points |
| --------------------- | ------------------------ | --------------------- | ----------------------- | --------------------- |
|                       | Coureur                  | Pays                  | Équipe                  | Point(s)              |
| 1er                   | Djamolidine Abdoujaparov | Ouzbékistan           | Polti-Vaporetto         | 223 points            |
| 2e                    | Silvio Martinello        | Italie                | Mercatone Uno-Medeghini | 179 pts               |
| 3e                    | Emmanuel Magnien         | France                | Castorama               | 149 pts               |
| modifier              |                          |                       |                         |                       |

### Classement du meilleur grimpeur
| Classement du meilleur grimpeur | Classement du meilleur grimpeur | Classement du meilleur grimpeur | Classement du meilleur grimpeur | Classement du meilleur grimpeur |
| ------------------------------- | ------------------------------- | ------------------------------- | ------------------------------- | ------------------------------- |
|                                 | Coureur                         | Pays                            | Équipe                          | Point(s)                        |
| 1er                             | Richard Virenque                | France                          | Festina-Lotus                   | 181 points                      |
| 2e                              | Oscar Pelliccioli               | Italie                          | Polti-Vaporetto                 | 102 pts                         |
| 3e                              | Laudelino Cubino                | Espagne                         | Kelme-Avianca-Gios              | 83 pts                          |
| modifier                        |                                 |                                 |                                 |                                 |

### Classement du meilleur jeune
| Classement général du meilleur jeune | Classement général du meilleur jeune | Classement général du meilleur jeune | Classement général du meilleur jeune | Classement général du meilleur jeune |
|                                      | Coureur                              | Pays                                 | Équipe                               | Temps                                |
| ------------------------------------ | ------------------------------------ | ------------------------------------ | ------------------------------------ | ------------------------------------ |
| 1er                                  | Richard Virenque                     | France                               | Festina-Lotus                        | en 58 h 11 min 35 s                  |
| 2e                                   | Marco Pantani                        | Italie                               | Carrera-Tassoni                      | + 3 min 59 s                         |
| 3e                                   | Abraham Olano                        | Espagne                              | Mapei-CLAS                           | + 6 min 9 s                          |
| modifier                             |                                      |                                      |                                      |                                      |

### Classement par équipes
| Classement par équipes | Classement par équipes | Classement par équipes | Classement par équipes |
|                        | Équipe                 | Pays                   | Temps                  |
| ---------------------- | ---------------------- | ---------------------- | ---------------------- |
| 1re                    | Festina-Lotus          | France                 | en 174 h 40 min 24 s   |
| 2e                     | Banesto                | Espagne                | + 2 min 38 s           |
| 3e                     | Mapei-CLAS             | Italie                 | + 5 min 49 s           |
| modifier               |                        |                        |                        |